# 15674 Elfving
15674 Elfving este o planetă minoră (asteroid), cu un diametru de 2,529 km, din centura de asteroizi. A fost descoperită pe 2 septembrie 1978 la Observatorul La Silla de Claes-Ingvar Lagerkvist⁠(d) și a fost numită după Ulf Elfving⁠(d). 
Obiectul prezintă o orbită caracterizată de o semiaxă mare de 2,3457519 UAi, o excentricitate de 0,05, o înclinație de 6,15944 ° în raport cu ecliptica.